# Omer Lepreux
Omer Lepreux (Leuze-en-Hainaut, 23 september 1856 - Bosvoorde, 15 januari 1927) was een Belgisch bankier en senator.

## Biografie
Omer Lepreux volgde een militaire opleiding.
In 1891 ging hij aan de slag bij de Algemene Spaar- en Lijfrentekas, waar hij in 1896 directeur-generaal werd. In 1905 werd hij directeur van de Nationale Bank van België. In deze hoedanigheid was hij betrokken bij de oprichting van de Banque du Congo belge, waarvan hij de eerste voorzitter werd. Tijdens de Eerste Wereldoorlog werd hij in een krijgsgevangenenkamp in Holzminden opgesloten. Na de oorlog was hij vicegouverneur van de Nationale Bank (1918-1927). Tegelijk werd hij ook nog korte tijd liberaal senator voor het arrondissement Brussel (1919-1921). In 1921 volgde Edmond Carton de Wiart hem als voorzitter van de Banque du Congo belge op.
Lepreux was professor aan de Koninklijke Militaire School en lid van de beheerraad die de Wereldtentoonstelling van 1910 in Brussel voorbereidde.
Hij bewoonde de grote villa Les Eglantines in Oudergem, en was een belangrijke steun voor het Sanatorium Prince Charles in Oudergem.
In Koekelberg is er een Omer Lepreuxstraat.